# Anolis festae
Anolis festae (аноліс Вероніки) — вид ігуаноподібних ящірок родини анолісових (Dactyloidae). Мешкає в Еквадорі і Колумбії.

## Поширення і екологія
Аноліси Вероніки поширені на заході Еквадору (від Есмеральдаса до Ель-Оро), а також на південному заході Колумбії (Нариньйо). Вони живуть в сухих тропічних лісах, на висоті до 500 м над рівнем моря.